# Jenolan-barlangrendszer
A Jenolan-barlangrendszer (angolul: Jenolan Caves) az Ausztráliában, Új-Dél-Wales-ben, a Kék-hegységben, Sydney-től 175 km-re nyugatra található barlangrendszer. A világ egyik legszebb és legöregebb ilyen földrajzi formájaként tartják számon.

## Története

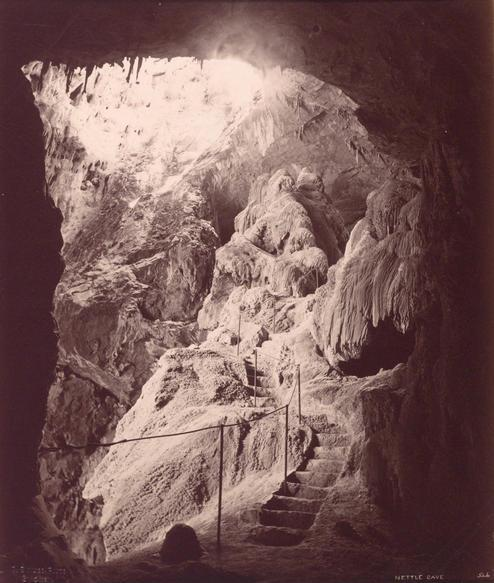
Korabeli fotó

A barlangrendszer megközelítőleg 340 millió éves, ezzel a világ egyik legöregebb nyitott rendszere. A Gundungurra őslakosok már több ezer éve ismerik a helyet, és a földalatti tavak vizét gyógyító hatásúnak tartják. Az európaiak közül nem tudni, ki fedezte fel a barlangokat, de a legtöbben Charles Whalannak tulajdonítják a felfedezést, aki az állatállományt tanulmányozta a környéken. Egyesek szerint Charles bátyja, James Whalan látta meg elsőként a természeti csodát valamikor az 1840-es években. Az eredeti nevük Fish River-barlangok volt. Annyi bizonyos, hogy az 1860-as években Jeremiah Wilson kezdte el a barlangok feltárását, és már ezekben az időkben turistalátványosság  volt. 1884-ben kapta a Jenolan-barlangrendszer nevet, amit a Gundungurra, „Genowlan” szóból lehet eredeztetni, jelentése: „a nagy láb alakú hely”. 

## Turizmus

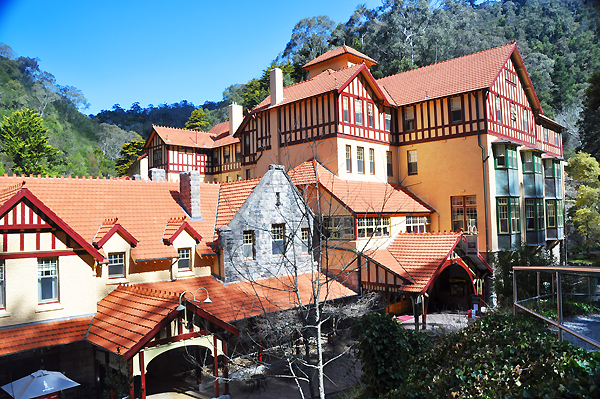
Jenolan Caves House

A barlangok több mint negyedmillió látogatót vonzanak évente, tehát ez Új-Dél-Wales egyik leglátogatottabb turisztikai célpontja. Minden nap rendszeresen tartanak idegenvezetést. Egy túrán maximum 65 ember vehet részt. Éjjeli túrák is vannak. A hely kedvelt célpontja az iskolai kirándulásoknak is. A történelmi, 1897-ben épült hotel, a Jenolan Caves House kényelmi szolgáltatásokat és szállást nyújt az ideérkező utazóknak.